# Turmhügel Altes Schloss (Haßlach)
Der Turmhügel Altes Schloss ist eine abgegangene Wasserburg vom Typus einer Turmhügelburg (Motte) auf einer Insel (330 m ü. NHN) zwischen zwei Bachläufen der Haßlach am Südrand von Haßlach, einem Gemeindeteil der Gemeinde Stockheim im Landkreis Kronach in Bayern.
Als Besitzer der Burg werden bis 1307 die Herren von Haßlach und danach die Herren von Cappel genannt. 1434 wurde die Burg als bambergisches Lehen erwähnt. Nach der Zerstörung der Burg 1525 im Zuge des Bauernkrieges wurde sie wieder aufgebaut. Nach ihrer Zerstörung 1633 im Zuge des Dreißigjährigen Krieges wurde sie zur Gewinnung von Baumaterial abgebrochen.